# Nieostry dyżur
Nieostry dyżur (ang. Intern Academy) – kanadyjski film komediowy z 2004 roku oparty na scenariuszu i reżyserii Dave'a Thomasa. Wyprodukowany przez First Look Home Entertainment i TVA Films.
Premiera filmu miała miejsce 10 września 2004 roku w Kanadzie.

## Opis fabuły
St. Albert's Teaching Hospital jest uważany za najgorszą placówkę w publicznym systemie opieki zdrowotnej. Ordynatorem szpitala jest doktor Cyrill Kipp (Dan Aykroyd), który nie przykłada się zbytnio do swoich obowiązków. Pewnego dnia do szpitala św. Alberta przybywa nowa grupa stażystów.

## Obsada
Źródło: Filmweb
- Carly Pope jako Sarah Calder
- Tracy Thomas jako Gina
- Scott Olynek jako stażysta
- Tanis Dolman jako żona pacjenta
- Saul Rubinek jako doktor Sam Bonnert
- Matt Frewer jako doktor Anton Keller
- Maury Chaykin jako doktor Roget Toussant
- Dan Aykroyd jako doktor Cyril Kipp
- Dave Thomas jako doktor Omar Olson
- Dave Foley jako Denton Whiteside
- Lynda Boyd jako Cynthia Sykes

i inni